# ألكسندر ابراموف
ألكسندر ابراموف (الروسية: Абрамов, Александр Григорьевич)‏ (20 فبراير 1959 في كراسنودار - ) رائد أعمال، وكيميائي، وفيزيائي من روسيا.

## الجوائز
- وسام الصداقة الروسي